# Kaarlo Haltia
Kaarlo Fredrik Haltia, född 28 september 1863 i Janakkala, död 18 oktober 1938 i Åggelby, var en finländsk skulptör.
Haltia utbildade sig vid Centralskolan för konstflit 1881–1982 och 1886, vid Finska konstföreningens ritskola 1885–1987 samt utomlands vid Académie Julian i Paris 1887–1989 och 1891–1992. Han ställde ut första gången 1889.
Haltia arbetade i en realistisk stil. I hans begränsade produktion ingår bl.a. Aino (1898, Ateneum) och byster av J.H. Erkko (1902), Ida Aalberg (1916) med flera kända personer. 